# Autorretrato (Ellen Thesleff)
Autorretrato (finlandês: Omakuva) é um desenho a lápis e tinta sépia sobre papel da artista finlandesa Ellen Thesleff (1869-1954), criado entre 1894 e 1895. É uma das nove primeiras obras produzidas entre 1890 e 1905, às vezes referida como seu período "natural". Acredita-se que o desenho tenha sido influenciado pelo espiritualismo e pelo simbolismo, um movimento artístico popular na França no fim do século. Thesleff utiliza uma paleta contida e ascética, desprovida de cor, para representar sua imagem, que é interpretada como introspectiva e transcendente. É propriedade da Galeria Nacional Finlandesa, museu de arte Ateneum em Helsinque.